# Auguste Bouvier
Pour les articles homonymes, voir Bouvier.
Auguste Bouvier, né le 16 février 1826 à Genève et mort le 2 novembre 1893 dans la même ville, est un pasteur et théologien protestant suisse.

## Biographie
Ami-Auguste-Oscar Bouvier naît le 16 février 1826 à Genève. Il est le fils de Barthélemy Bouvier (de).
Après avoir fait ses études dans sa ville natale et passé une année à Berlin, il suit les cours de la Faculté de théologie de Genève. Pasteur en 1851, il est chargé de diverses missions évangéliques. En 1853, il est pendant quelques mois aumônier adjoint au lycée Louis-le-Grand, à Paris, puis pasteur intérimaire à Londres. De retour à Genève en 1854, il devient pasteur de la paroisse rurale de Céligny, puis en 1857, du quartier Saint-Gervais de Genève. Il est nommé professeur d'apologétique et de théologie pratique à l'Académie de Genève en décembre 1861, professeur de dogmatique en 1865, directeur spécial des élèves français de l'Auditoire de théologie en 1872, bibliothécaire-archiviste de la Compagnie des pasteurs en 1873, membre de la commission de la Bibliothèque publique en 1877, etc. Auguste Bouvier est en outre l'un des fondateurs et le premier président du comité auxiliaire genevois des missions évangéliques de Paris (1865) et de la Société des sciences théologiques (1871). Il refuse en 1870 de signer une déclaration de principes orthodoxes, sans pour autant adhérer au libéralisme le plus critique. Soucieux de conciliation, il développe une théologie de la conscience ouverte aux sciences et à une religion de l'Esprit inaugurée par le sacrifice de Jésus. 
Auguste Bouvier meurt le 2 novembre 1893 dans sa ville natale.

## Publications
On lui doit un grand nombre de publications, dont voici les principales :
- Études sur les conditions du développement social du christianisme (1851)[1]
- Sermons (1860, in-12)[1]
- Démocratie et christianisme ou état religieux de la Suisse romande (1861)[1]
- les Orthodoxes et les libéraux en face de la royauté du Christ (1869)[1]
- Pourquoi je ne signe pas la déclaration de principes (1870)[1]
- Catholiques libéraux et protestants (1873)[1]
- l'Arrêt du christianisme (1877, in-12)[1]
- la Compagnie des. pasteurs de Genève (1878)[1]
- le Divin d'après les apôtres (1882, in-12)[1]
- Paroles de foi et de liberté (1882, in-12)[1]
- Nouvelles Paroles de foi et de vérité (1885, in-12)[1]

Il collabore à divers recueils protestants et à l'Encyclopédie des sciences religieuses.